# Bärnhof (Kastl)
Bärnhof ist eine in der Oberpfalz gelegene Einöde, die ein Gemeindeteil von Kastl ist.

## Lage
Der Ort befindet sich in der Region Oberpfälzer Jura und liegt in der nach Kastl benannten Gemarkung. Bärnhof ist einer von 39 Ortsteilen des Marktes Kastl. Die Einöde liegt knapp drei Kilometer nordwestlich von Kastl und Ursensollen ist fünf Kilometer entfernt.

## Verkehr
Die Bundesstraße 299 verläuft zwei Kilometer südlich des Ortes und die Staatsstraße 2164 zwei Kilometer westlich davon. Mit beiden Fernverkehrsstraßen ist die Einöde über Gemeindeverbindungsstraßen verbunden. Vom ÖPNV wird der Ort nicht bedient, obwohl die Buslinie 445 des VGN direkt an der Einöde vorbeiführt. Die nächstgelegene Haltestelle dieser Buslinie befindet sich in dem einen halben Kilometer nordwestlich gelegenen Nachbarort Brünnthal.

## Kultur und Sehenswürdigkeiten

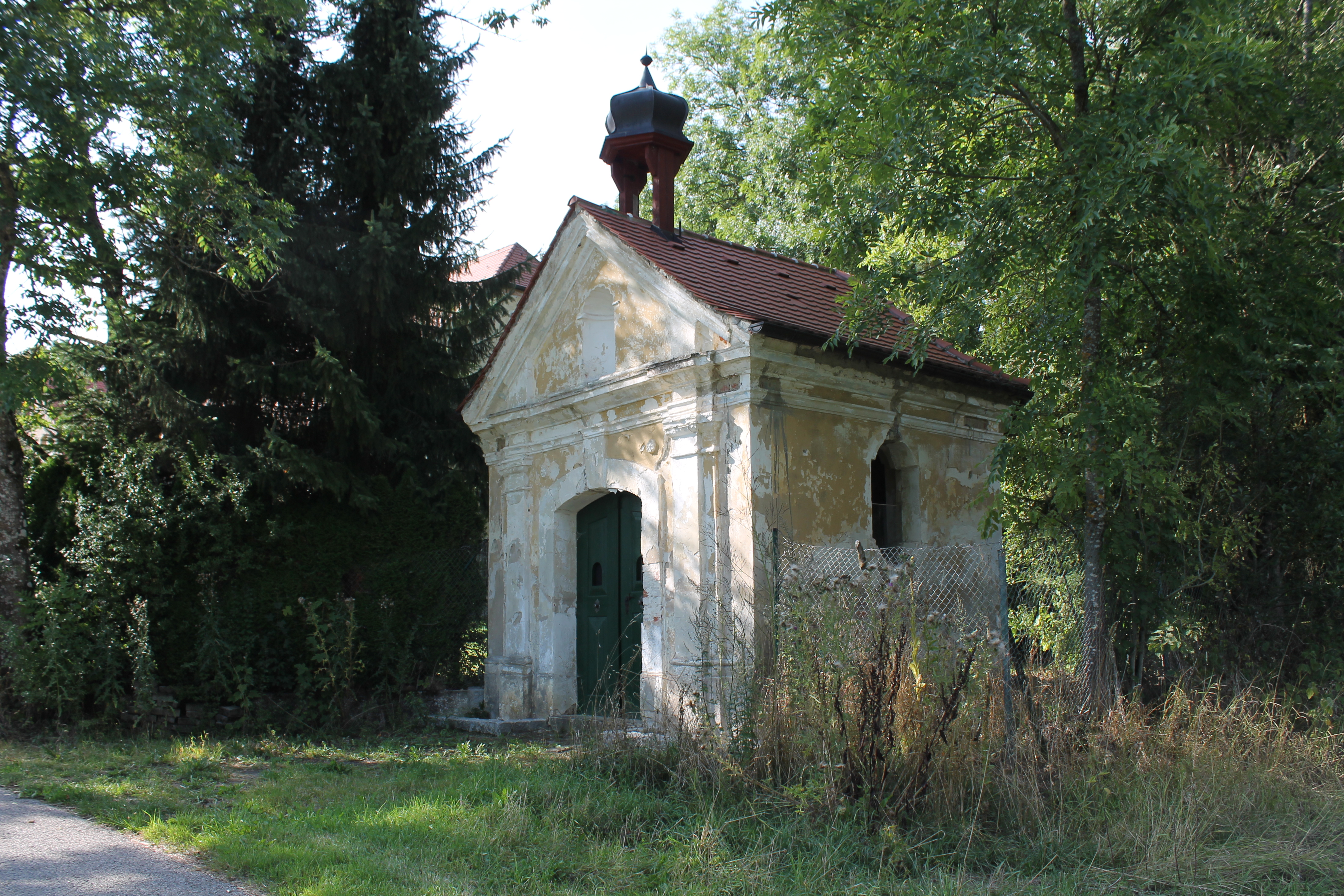
Die Marienkapelle von Bärnhof

### Bauwerke
Von den verschiedenen Gebäuden in Bärnhof sind drei Objekte denkmalgeschützt. Dies sind das Wohnhaus, ein Stadel und eine Marienkapelle. Beim Wohnhaus handelt es sich um ein Wohnstallhaus, das ursprünglich das Haupthaus eines Bauernhofs war. Nachdem dieses Haus im Jahr 1822 durch einen Brand zerstört worden war, wurde es unter Verwendung von Bauteilen aus dem 17./18. Jahrhundert wieder aufgebaut. Von 1859 bis 1960 wurde dieses Gebäude als Forsthaus genutzt. Die in der Südostecke des Anwesens stehende Marienkapelle ist ein massiver Satteldachbau und stammt aus dem 18. Jahrhundert.